# Przyłęk (gmina)
Pour les articles homonymes, voir Przyłęk.

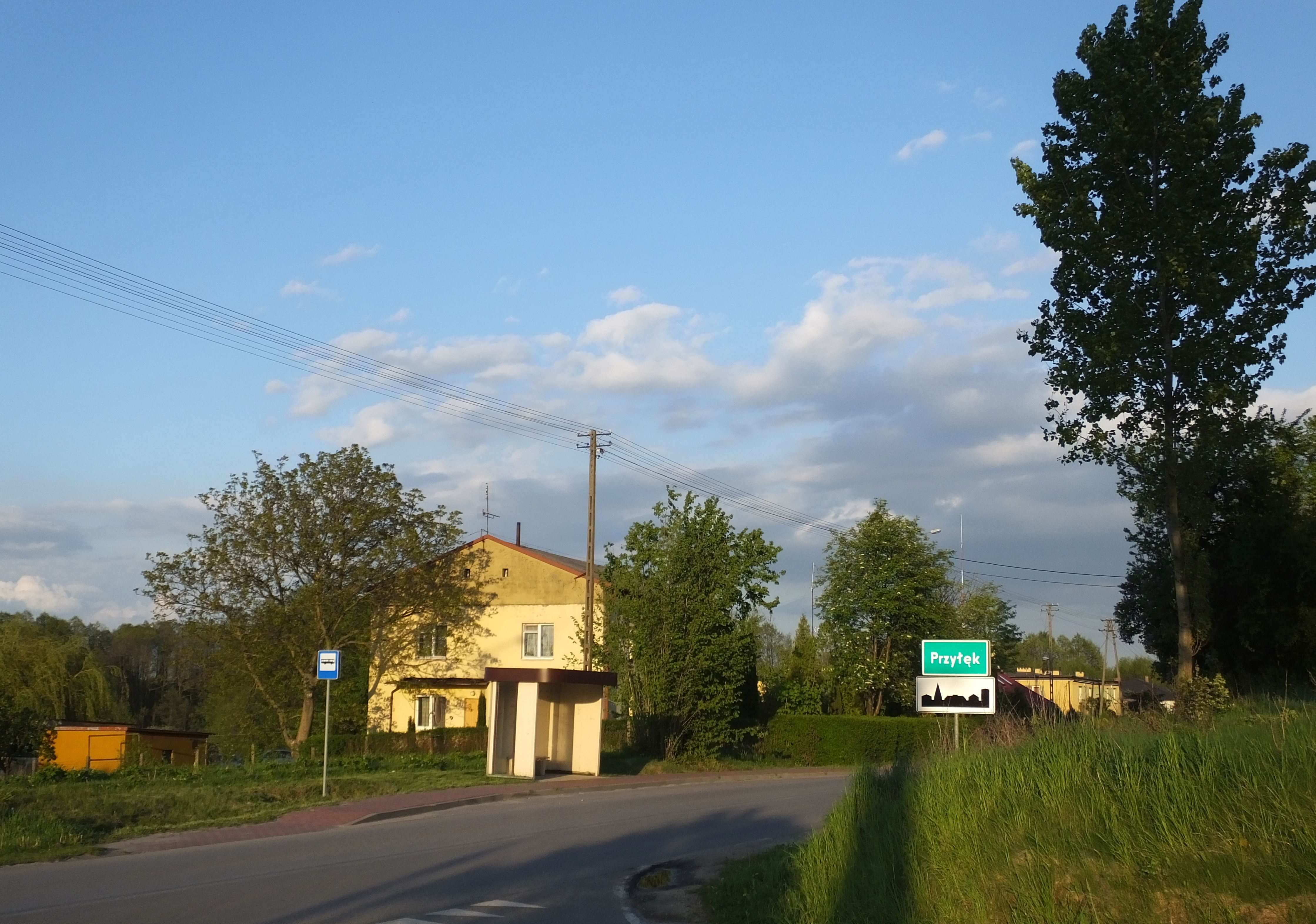
Przyłęk près de Zwoleń

La gmina de Przyłęk est un district administratif situé en milieu rural du powiat de Zwoleń dans la voïvodie de Mazovie, dans le centre-est de la Pologne.
Son siège administratif (chef-lieu) est le village de Przyłęk, qui se situe à environ 12 kilomètres au sud-est de Zwoleń (siège de la Powiat) et à 114 kilomètres au sud-est de Varsovie (capitale de la Pologne).
La gmina couvre une superficie de 130,89 km2 pour une population de 6 479 habitants en 2006.

## Histoire
De 1975 à 1998, la gmina appartenait administrativement à la voïvodie de Radom.

## Géographie

### Villages
La gmina de Przyłęk comprend les villages et localités de :

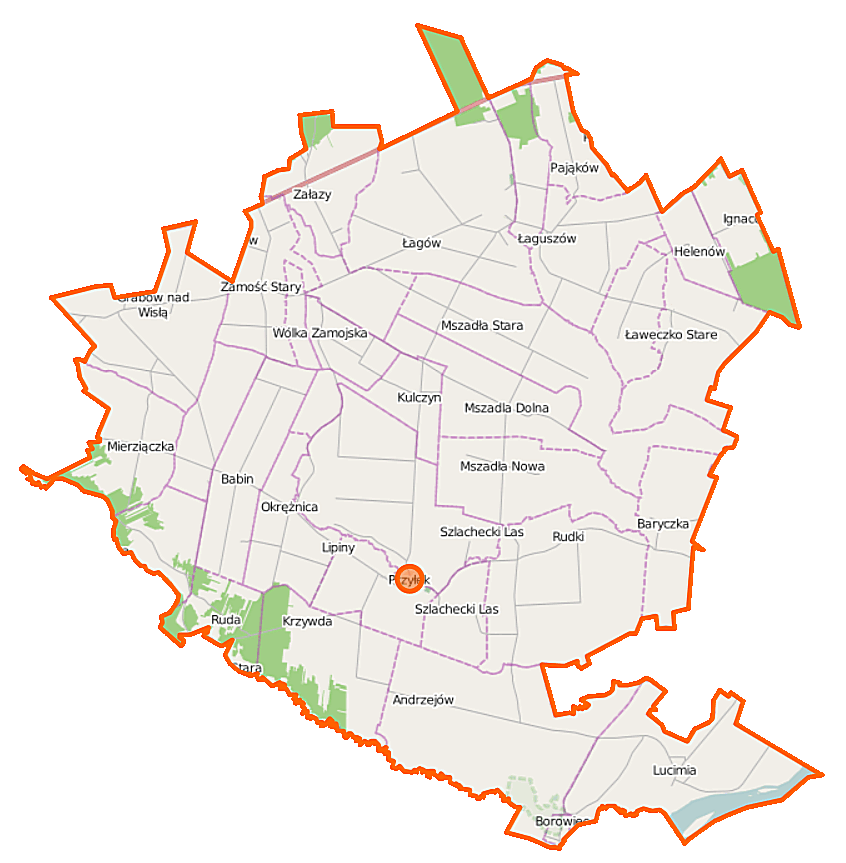
Plan de la gmina

- Andrzejów
- Babin
- Baryczka
- Grabów nad Wisłą
- Helenów
- Ignaców
- Krzywda
- Kulczyn
- Łagów
- Łaguszów
- Ławeczko Nowe
- Ławeczko Stare
- Lipiny
- Lucimia
- Mierziączka
- Mszadla Dolna
- Mszadla Nowa
- Mszadla Stara
- Okrężnica
- Pająków
- Przyłęk
- Ruda
- Rudki
- Stefanów
- Szlachecki Las
- Wólka Łagowska
- Wólka Zamojska
- Wysocin
- Załazy
- Zamość Nowy
- Zamość Stary

### Gminy voisines
La gmina de Przyłęk est bordée des gminy de :
- Chotcza
- Janowiec
- Policzna
- Puławy
- Wilków
- Zwoleń

## Structure du terrain
D'après les données de 2002, la superficie de la commune de Wierzbno est de 130,89 km2, répartis comme telle :
- terres agricoles : 79 %
- forêts : 11 %

La commune représente 22,91 % de la superficie du powiat.

## Démographie
Données du 30 juin 2004 :
| Description        | Total  | Total | Femmes | Femmes | Hommes | Hommes |
| ------------------ | ------ | ----- | ------ | ------ | ------ | ------ |
| Unité              | Nombre | %     | Nombre | %      | Nombre | %      |
| Population         | 6 545  | 100   | 3 220  | 49,2   | 3 325  | 50,8   |
| Densité (hab./km²) | 50     | 50    | 24,6   | 24,6   | 25,4   | 25,4   |